# Jean-Antoine Marbot
Jean-Antoine Marbot (uitspraak: [ʒɑ̃ ɑ̃twan maʁbo]; Altillac, 7 december 1754 – Genua, 19 april 1800) was een Frans generaal en politicus. Hij was de vader van generaals Adolphe Marbot (1781-1844) en Marcellin Marbot (1782-1854).

## Onderscheidingen
Zijn naam is een van de 660 gegraveerd op de Arc de Triomphe in Parijs (westelijke pijler, kolom 34).

## Afbeeldingen

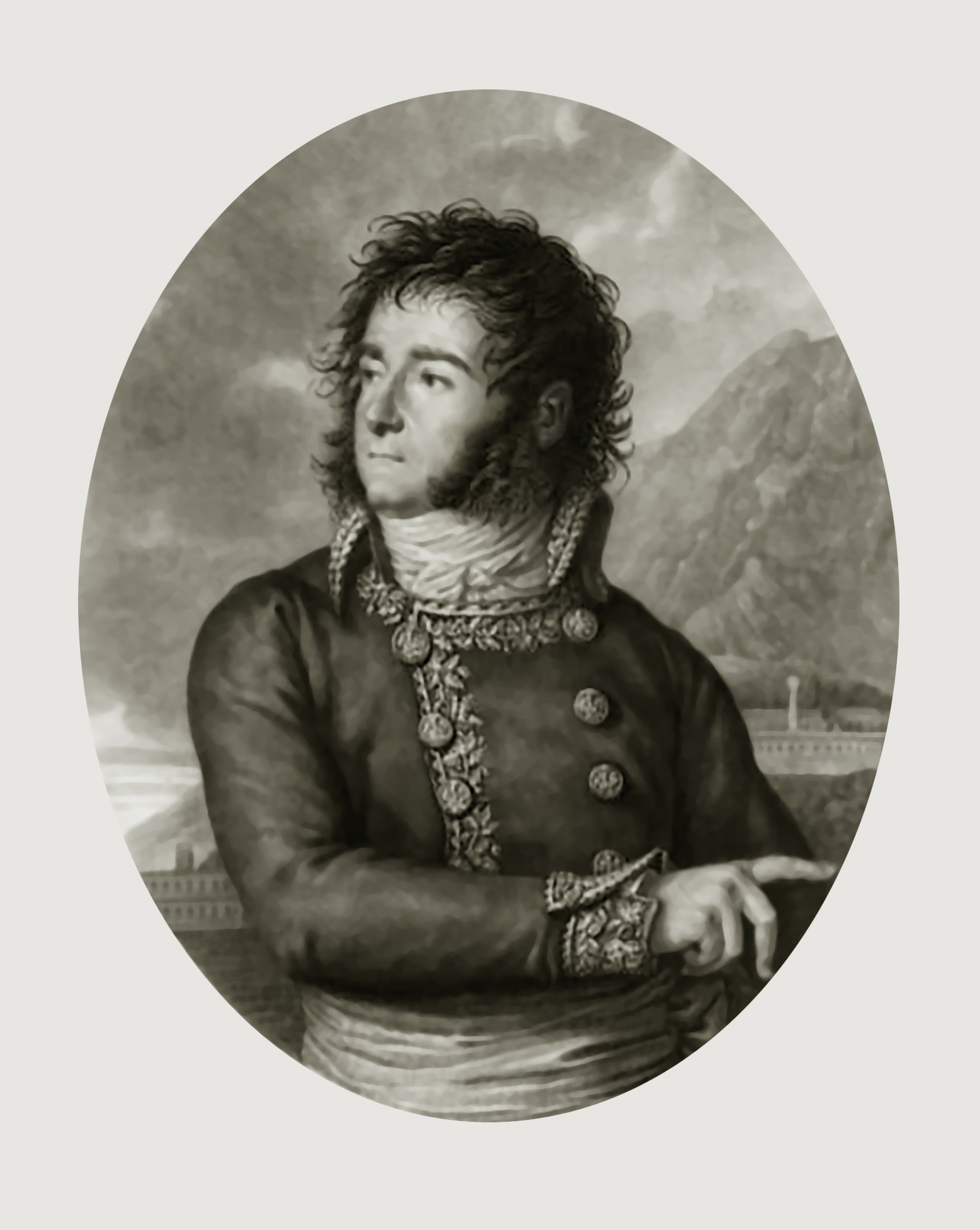
Generaal Jean-Antoine Marbot in 1795
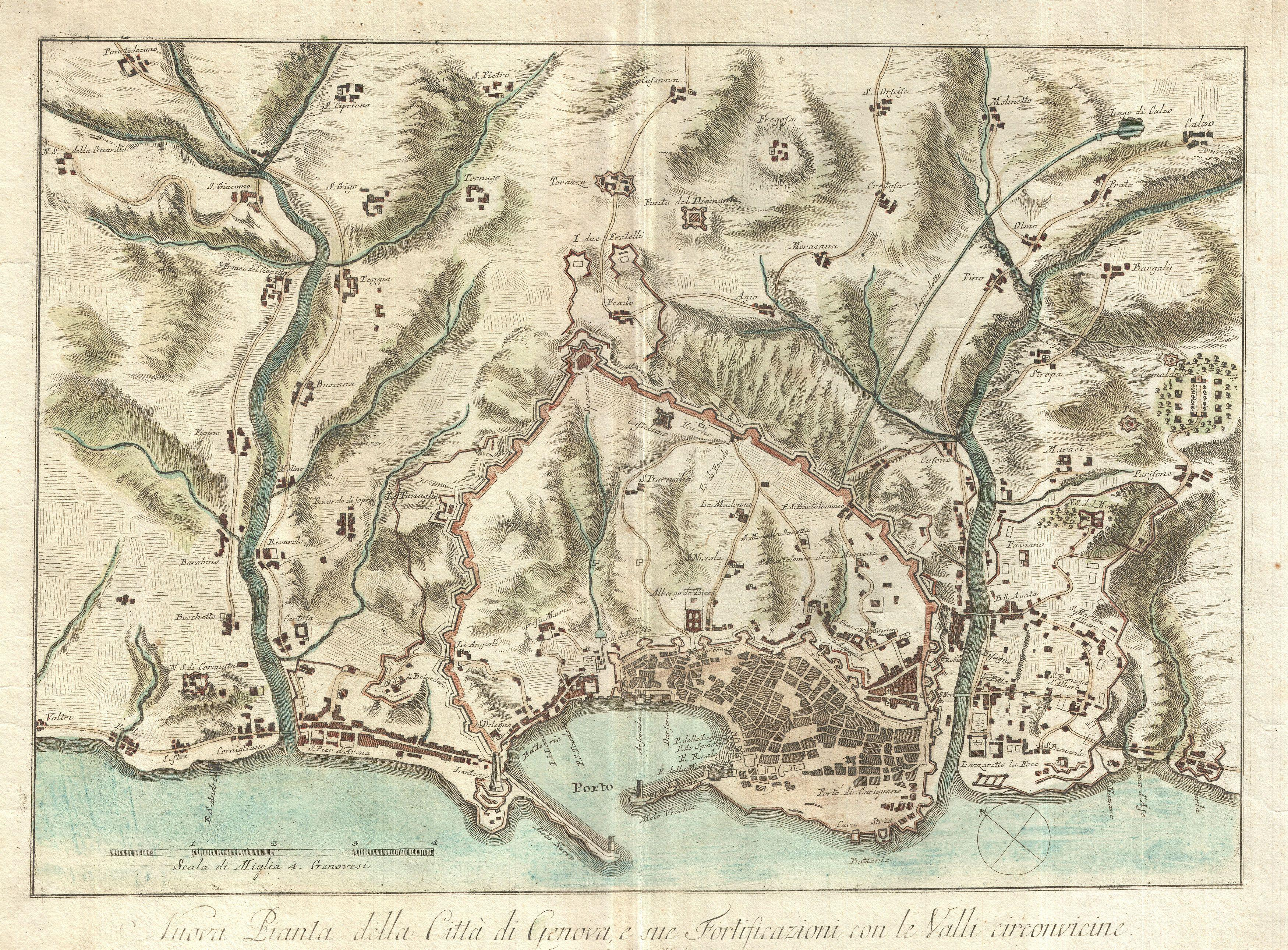
Plan van de vestingwerken van Genua in 1800
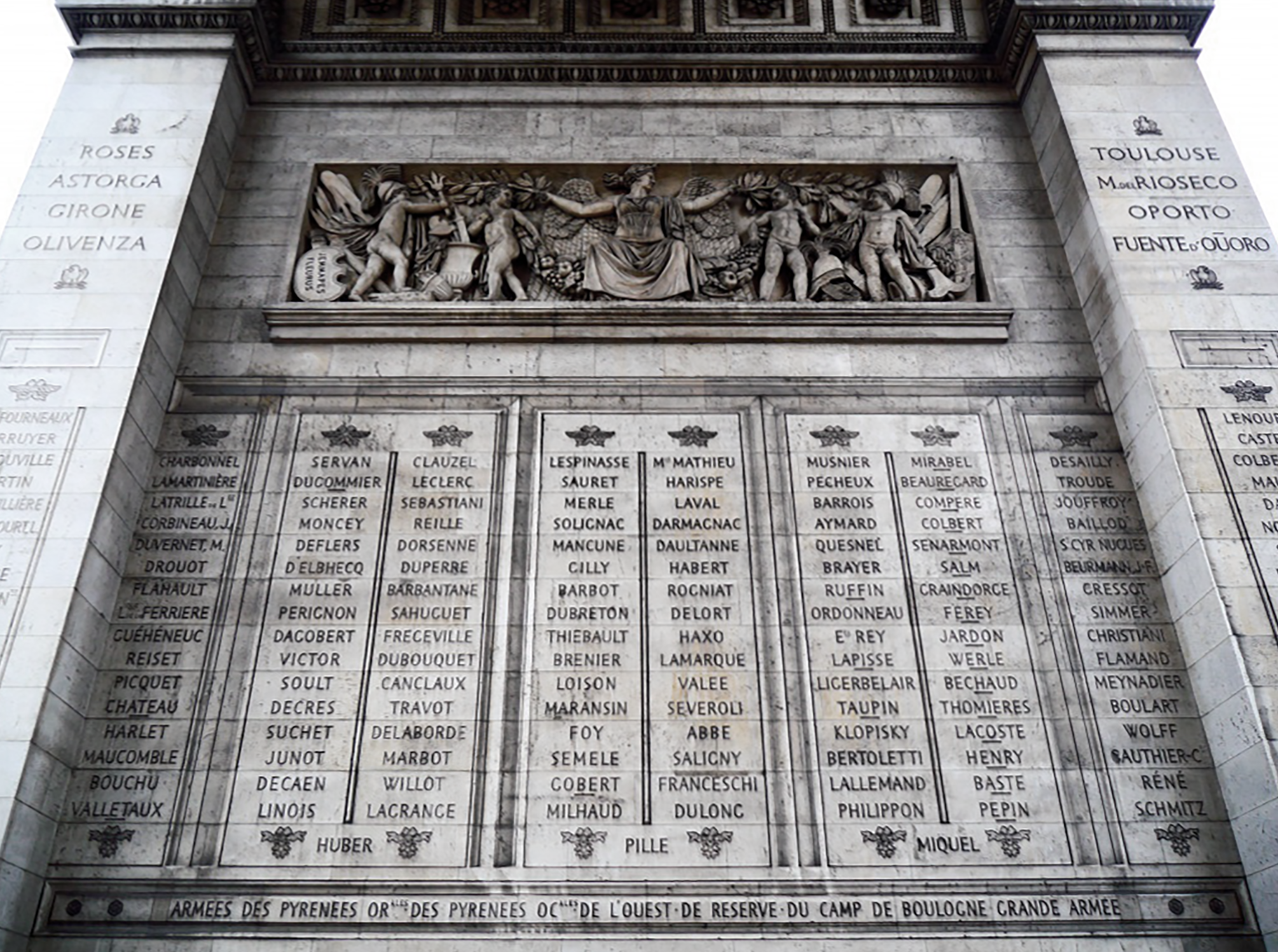
Naam van generaal Jean-Antoine Marbot op de Arc de Triomphe